# Sống núi Lord Howe

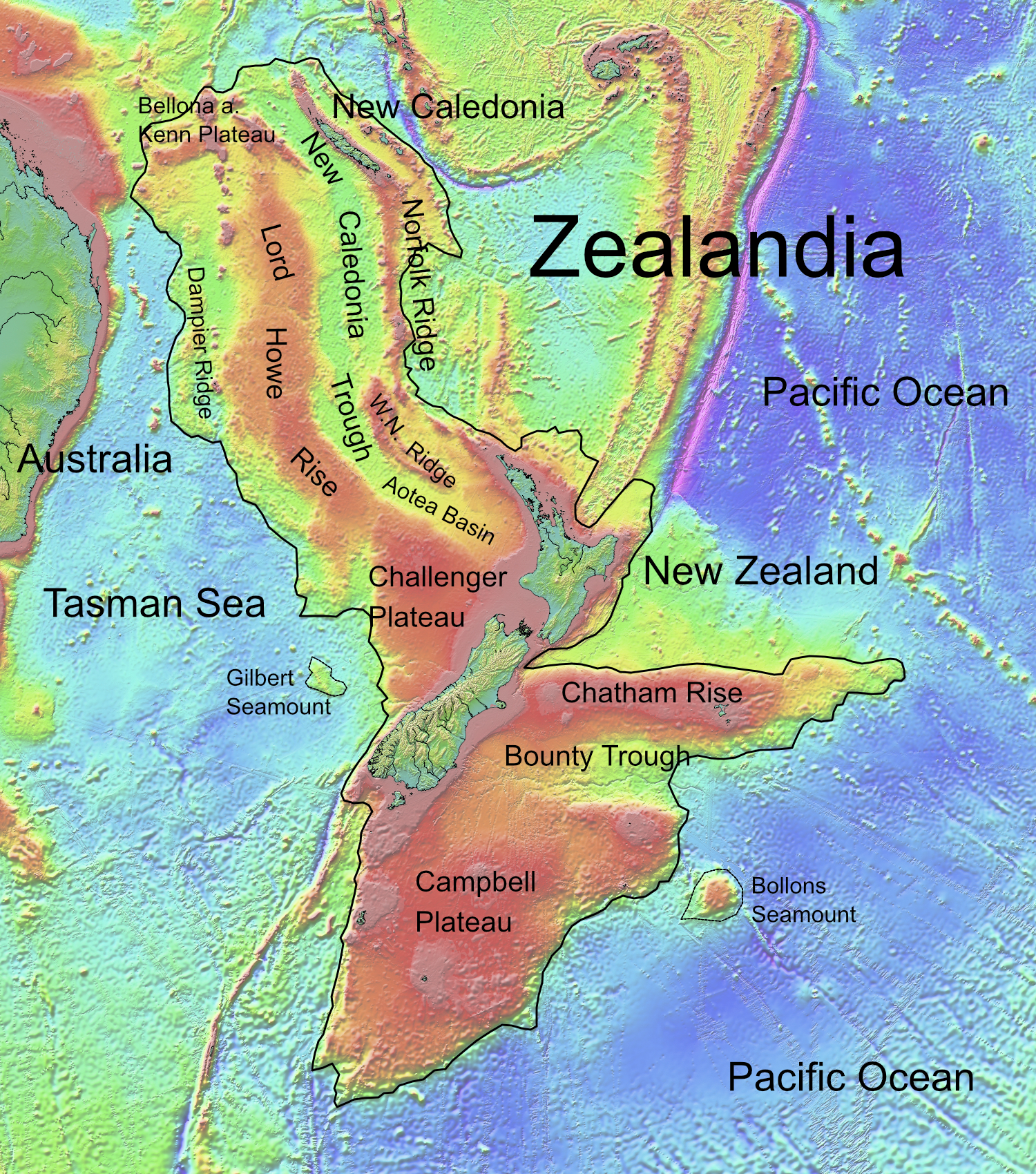
Bản đồ địa hình của Zealandia cho thấy cao nguyên Lord Howe

Sống núi Lord Howe là một cao nguyên ngầm dưới biển sâu ở Tây Nam Thái Bình Dương, trải dài từ phía tây nam New Caledonia đến cao nguyên ngầm Challenger, phía tây của New Zealand. Về phía tây là lưu vực Tasman và về phía đông là lưu vực New Caledonia. Tổng diện tích của cao nguyên Lord Howe là khoảng 1,5 triệu km², nằm sâu khoảng 750 đến 1200 m dưới biển. Lord Howe là một phần của lục địa ngầm Zealandia.

## Hình thành
Sống núi Lord Howe được hình thành do sự tách giãn đáy đại dương. Nó tách khỏi Đông Úc trong kỷ Phấn trắng (khoảng 80 đến 60 triệu năm trước), dẫn đến việc tạo ra biển Tasman. Vùng nước nông nhất nằm ở phía đông cao nguyên Lord Howe, một số đảo và bờ bị cô lập (bao gồm cả đảo Lord Howe) ở phía tây tạo nên "chuỗi núi ngầm Lord Howe", được hình thành trong thế Miocene và chạy theo hướng bắc-nam. Lord Howe là ngọn núi lửa cuối cùng hình thành trên cao nguyên này.

## Môi trường
Đáy biển chủ yếu là bùn cát với một số mỏm đá núi lửa với hỗn hợp sỏi và đá cuội. Nơi đây cũng là môi trường sống của nhiều loại động thực vật biển. Phần lớn lưu vực xung quanh Lord Howe chưa có những cuộc thăm dò liên quan đến trữ lượng dầu khí, mặc dù một số khu vực được nghi là có tiềm năng.